# Súlyemelés az 1952. évi nyári olimpiai játékokon
Az 1952. évi nyári olimpiai játékokon a súlyemelésben hét súlycsoportban avattak olimpiai bajnokot. Ezen az olimpián változtattak a súlycsoportbeosztáson, a nehézsúly súlyhatárát 90 kilogrammra növelték, és a középsúly valamint a nehézsúly közé beiktatták a félnehézsúlyt. A versenyzőknek három fogásnemben – nyomás, szakítás és lökés – kellett gyakorlatot bemutatniuk. Csak összetettben adtak ki érmet, a végső sorrendet az egyes gyakorlatok összesített eredményei adták.

## Éremtáblázat
A táblázatokban a rendező nemzet csapata eltérő háttérszínnel, az egyes számoszlopok legmagasabb értéke vagy értékei vastagítással kiemelve.
| Az 1952. évi nyári olimpiai játékok éremtáblázata súlyemelésben | Az 1952. évi nyári olimpiai játékok éremtáblázata súlyemelésben | Az 1952. évi nyári olimpiai játékok éremtáblázata súlyemelésben | Az 1952. évi nyári olimpiai játékok éremtáblázata súlyemelésben | Az 1952. évi nyári olimpiai játékok éremtáblázata súlyemelésben | Olimpia  |
| --------------------------------------------------------------- | --------------------------------------------------------------- | --------------------------------------------------------------- | --------------------------------------------------------------- | --------------------------------------------------------------- | -------- |
|                                                                 | Ország                                                          | Arany                                                           | Ezüst                                                           | Bronz                                                           | Összesen |
| 1.                                                              | Egyesült Államok (USA)                                          | 4                                                               | 2                                                               | 0                                                               | 6        |
| 2.                                                              | Szovjetunió (URS)                                               | 3                                                               | 3                                                               | 1                                                               | 7        |
|                                                                 |                                                                 |                                                                 |                                                                 |                                                                 |          |
| 3.                                                              | Irán (IRI)                                                      | 0                                                               | 1                                                               | 1                                                               | 2        |
| 4.                                                              | Kanada (CAN)                                                    | 0                                                               | 1                                                               | 0                                                               | 1        |
|                                                                 |                                                                 |                                                                 |                                                                 |                                                                 |          |
| 5.                                                              | Trinidad és Tobago (TRI)                                        | 0                                                               | 0                                                               | 2                                                               | 2        |
| 6.                                                              | Argentína (ARG)                                                 | 0                                                               | 0                                                               | 1                                                               | 1        |
| 6.                                                              | Ausztrália (AUS)                                                | 0                                                               | 0                                                               | 1                                                               | 1        |
| 6.                                                              | Dél-Korea (KOR)                                                 | 0                                                               | 0                                                               | 1                                                               | 1        |
|                                                                 |                                                                 |                                                                 |                                                                 |                                                                 |          |
| Összesen                                                        | Összesen                                                        | 7                                                               | 7                                                               | 7                                                               | 21       |

## Érmesek
| Az 1952. évi nyári olimpiai játékok érmesei súlyemelésben |                                                                            |                                                                          |                                                                                 |
| Versenyszám                                               | Arany                                                                      | Ezüst                                                                    | Bronz                                                                           |
| harmatsúly (56 kg-ig)                                     | Ivan Udodov · Szovjetunió (URS) · (90,0+97,5+127,5=315,0 kg)               | Mahmoud Namdjou · Irán (IRI) · (90,0+95,0+122,5=307,5 kg)                | Ali Mirzai · Irán (IRI) · (95,0+92,5+112,5=300 kg)                              |
| pehelysúly (60 kg-ig)                                     | Rapael Csimiskiani · Szovjetunió (URS) · (97,5+105,0+135,0=337,5 kg)       | Nyikolaj Szakszonov · Szovjetunió (URS) · (95,0+105,0+132,5=332,5 kg)    | Rodney Wilkes · Trinidad és Tobago (TRI) · (100,0+100,0+122,5=322,5 kg)         |
| könnyűsúly (67,5 kg-ig)                                   | Tommy Kono · Egyesült Államok (USA) · (105,0+117,5+140,0=362,5 kg)         | Jevgenyij Lopatyin · Szovjetunió (URS) · (100,0+107,5+142,5=350,0 kg)    | Vern Barberis · Ausztrália (AUS) · (105,0+105,0+140,0=350,0 kg)                 |
| váltósúly (75 kg-ig)                                      | Pete George · Egyesült Államok (USA) · (115,0+127,5+157,5=400,0 kg)        | Gerry Gratton · Kanada (CAN) · (122,5+112,5+155,0=390,0 kg)              | Kim Szongdzsip (Kim Seong-jip) · Dél-Korea (KOR) · (122,5+112,5+147,5=382,5 kg) |
| középsúly (82,5 kg-ig)                                    | Trofim Lomakin · Szovjetunió (URS) · (125,0+127,5+165,0=417,5 kg)          | Stanley Stanczyk · Egyesült Államok (USA) · (127,5+127,5+160,0=415,0 kg) | Arkagyij Vorobjov · Szovjetunió (URS) · (120,0+127,5+160,0=407,5 kg)            |
| félnehézsúly (90 kg-ig)                                   | Norbert Schemansky · Egyesült Államok (USA) · (127,5+140,0+177,5=445,0 kg) | Grigorij Novak · Szovjetunió (URS) · (140,0+125,0+145,0=410,0 kg)        | Lennox Kilgour · Trinidad és Tobago (TRI) · (125,0+120,0+157,5=402,5 kg)        |
| nehézsúly (90 kg-tól)                                     | John Davis · Egyesült Államok (USA) · (150,0+145,0+165,0=460,0 kg)         | James Bradford · Egyesült Államok (USA) · (140,0+132,5+165,0=437,5 kg)   | Humberto Selvetti · Argentína (ARG) · (150,0+120,0+162,5=432,5 kg)              |

## Magyar részvétel
Az olimpián két súlyemelő képviselte Magyarországot. Pehelysúlyban B. Nagy Bálint 307,5 (85,0+97,5+125,0) kilogrammos eredménnyel a 7. helyen végzett. Félnehézsúlyban Buronyi László a szakítás során megsérült és visszalépett.